# Julijan Pavliček
Julijan Pavliček (tudi Henrik Pavliček), pravnik in planinski organizator, * 28. december 1878, Kobarid, † 12. november 1924, Ljubljana.
Rodil se je v družini žandarmerijskega uslužbenca iz Šlezije Franca in gospodinje Marije Pavliček rojene Ostan. Po maturi na nemški gimnaziji v Gorici (1900) je v Pragi študiral pravo. Med vojno je služil v Avstro-ogrski vojski. Študij prava je v Pragi z doktoratom končal leta 1923. Med študijem je prišel v stik s člani češke podružnice Slovenskega planinskega društva. Bil je tajnik akademskega krožka te podružnice. Sodeloval je pri gradnji Koritniške koče, ki je stala nad dolino Koritnice pod južnimi pobočji Jalovca in Mangarta. Koča je bila slovesno odprta 1. avgusta leta 1909.